# Esclavage dans l'Antiquité
L'esclavage existe à l'époque antique où il est mentionné dans les toutes premières traces écrites, comme le Code de Hammurabi et d'autres écrits analysés comme des transcriptions d'histoires orales. Les critères de propriété liés à l’esclavage impliquent un certain niveau d’organisation des sociétés, ce qui rend incertain l’existence de l’esclavage pour les temps préhistoriques. Les preuves certaines de l’existence de l’esclavage commencent avec les sociétés historiques possédant l’écriture, et peuvent être extrapolées, avec prudence, pour les civilisations protohistoriques qui les précèdent. Les déductions uniquement fondées sur l’ampleur impressionnante de certains vestiges (pyramides[réf. nécessaire], monuments, digues, etc.) restent conjecturales.
L'esclavage, non marginal ne correspond qu'à un type de sociétés, dites révolutionnaires. En effet, l'esclavage, là où il est institué, est généralisé et provoque inévitablement des soulèvements et remises en cause du système social, ceux-ci étant majoritaires dans une société esclavagiste[réf. nécessaire].
Ainsi, l'esclavage est la réduction d'une personne à un état de privation de toute liberté, celle-ci allant de libertés sociales aux libertés les plus fondamentales. L'esclave est exclu ou en marge de la société, tout en pouvant être l'élément moteur dans le développement de certaines sociétés dont le système économique repose sur l'esclavagisme.
L'esclavage procède de mesure de rétorsion ou d'un butin à l'occasion d'une conquête militaire, d'une bataille, d'un pillage, mais peut aussi relever d'une disposition géographique liée au lieu de naissance, selon que la région appartiendra à une colonie, ou encore sa condition pourra être transmise héréditairement.
Certains artistes de l'Antiquité, comme l'écrivain grec Ésope (VIe siècle av. J.-C.), étaient des esclaves affranchis. Le latin Térence (-184,-159) était esclave, ce qui étonne Diderot. Le philosophe grec Épictète (50, vers 130) était également esclave.

## Zones géographiques

### Chine antique
L'esclavage en Chine a revêtu de nombreuses formes au cours de l'Histoire. La mentalité chinoise considère les esclaves comme à mi-chemin entre l'humain et l'objet (半人, 半物). Les empereurs ont à plusieurs reprises tenté d'interdire l'esclavage privé car les esclaves étaient plus dévoués à leur maître qu'à leur souverain. Ils pouvaient devenir des meurtriers si leur maître le leur ordonnait. Les esclaves privés étaient devenus dangereux pour la société.
La Chine archaïque utilise une main d'œuvre esclave pour construire les digues et les fortifications : la Grande Muraille n'échappe pas à la règle. Les esclaves servent également dans les cultes et dans le service domestique. L'esclavage fut à plusieurs reprises aboli, jusqu'à la loi de 1909, pleinement entérinée en 1910, bien que la pratique de l'esclavage ait perduré jusqu'au moins 1949 . Toutefois, l’ONG australienne Walk Free mentionne plus de 3 millions d'esclaves en Chine, en 2016.

### Inde antique
L'esclavage a marqué la société indienne dans l'antiquité (civilisation de l'Indus) et pendant la période classique.

### Autres civilisations asiatiques
L'esclavage est pratiqué dans le Siam et l'Empire khmer ; en Corée, il n'est aboli qu'à la fin du XIXe siècle.

### Mésopotamie
L'esclavage existait dans la société sumérienne : comme un animal, l'esclave peut être acheté et vendu, marqué au fer rouge en cas de faute. À Sumer, si l'on en croit le livre L'Histoire commence à Sumer de Samuel Noah Kramer, la condition d'esclave aurait été plus souple que dans d'autres sociétés antiques. La saga des Hébreux esclaves à Babylone est bien connue.
Un texte juridique babylonien, le Code de Hammurabi, daté de 1750 avant notre ère, donne des indications très détaillée sur la vie quotidienne de la population ainsi que de ses relations avec les esclaves.
D'autres civilisations du Croissant fertile ont aussi pratiqué l'esclavage : les Hourites ou les Hébreux par exemple.

### Égypte antique
Le Gnomon de l'Idiologue, un document rassemblant une centaine d'articles juridiques de l'Égypte romaine écrit au milieu du IIe siècle de notre ère, délivre un certain nombre d'indications relatives aux conditions des esclaves et des sanctions qui pouvaient leur être infligées. Ce document, redécouvert au début du XXe s. a fait l'objet d'une analyse de la part de plusieurs traducteurs allemands et français, dont la plus complète est celle de Théodore Reinach
De nombreux récits ont contribué au cours des siècles écoulés à la propagation dans l’imaginaire collectif du mythe d'une Égypte antique pratiquant abondamment l'esclavage.
- Le premier est le récit biblique de l’Exode.
- Cette représentation a sans doute été accentuée par l'iconographie, en particulier celle issue de l'orientalisme (XVIIIe - XIXe siècle), qui a mêlé dans un grand tout l'Orient, l'islam, l'esclavage et l'Égypte, le faisant appartenir finalement à ces trois univers dans l'esprit collectif européen.
- À l'époque contemporaine, le péplum[10] qui utilise abondamment le thème de la construction par un peuple réduit en esclavage de la grande pyramide de Khéops (IVe dynastie égyptienne, env. 2600 à 2400 av. J.-C.)[11].

Les spécialistes s'accordent pour dire que l'esclavage, tel qu'il se pratiqua dans la Grèce antique, n'a pas existé en Égypte avant la période ptolémaïque, plusieurs formes de servitudes existaient néanmoins dans la civilisation égyptienne.

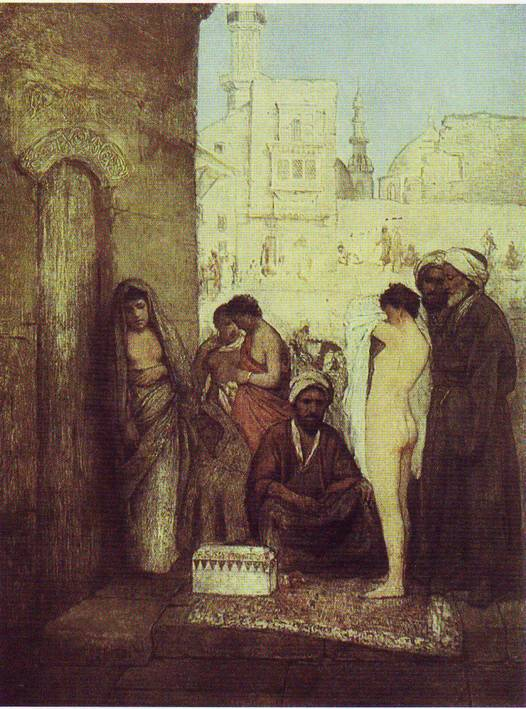
Marché aux esclaves au Caire, M. Gottlieb,1877

### Grèce antique
Il faut comprendre que l'esclavage chez les Grecs était une condition commune, dans laquelle tout être humain pouvait tomber, à la suite soit d'une capture dans une guerre ou un raid de pirates, soit par l'endettement. Quelles que fussent les théories philosophiques sur une déshumanisation de la personne, tout Grec savait qu'il pouvait devenir esclave et qu'un esclave pouvait devenir un homme libre. Si Aristote a parlé de «cheptel humain» et classé juridiquement les esclaves comme des objets animés, il savait que son maître Platon avait lui-même été pris comme esclave par des pirates.
Yvon Garlan a réalisé une compilation de textes, issus de la littérature grecque et romaine, illustrant de très nombreux aspects de la condition des esclaves selon différentes périodes et lieux.

### Rome
La plupart des esclaves de l'Empire Romain sont des enfants « exposés » (abandonnés) à la naissance. La pratique était très courante dans l'Empire Romain et permettait de limiter la taille des familles. La plupart des enfants mouraient des suites de l'abandon mais des marchands d'esclaves recueillaient certains de ces nouveau-nés laissés dans les décharges ou dans les rues. Une partie des esclaves proviennent des conquêtes. Ils peuvent être aussi des citoyens punis par la loi ou endettés. Ainsi un homme libre peut décider de devenir esclave s'il n'a plus d'autre alternative pour trouver de la nourriture et éviter de mourir de faim (Ariès, 1999).
L'esclavage ne repose sur aucune loi écrite[réf. nécessaire]. Un esclave est un bien que l'on possède mais ses droits ne sont pas nuls; les esclaves sont sous la domination du maître. Le maître a le droit de vie et de mort sur ses esclaves, comme le père sur ses enfants. Le terme manus symbolise la domination du maître sur l'esclave, au même titre que la domination du mari sur sa femme. Leur condition était variable, selon la proximité de la relation avec le maître. Tout enfant issu d'une femme esclave était esclave.
Un esclave pouvait être affranchi par testament du maître, ou en raison de services exceptionnels rendus à son maître. Il pouvait aussi être affranchi en échange d'une somme d'argent relativement importante, appelée pécule.

### L'esclavage chez les «Barbares»

#### Carthage
L'esclavage existait chez les carthaginois comme à Rome ou en Grèce antique. Les esclaves provenaient d'Afrique et du bassin méditerranéen. On note aussi la présence d'un esclavage sacré avec les Hiérodules qui étaient chargés de s'occuper des temples et de servir les prêtres.

#### Les Gaulois
Posidonios rapporte, dans les écrits de son voyage en Gaule la présence d'esclaves chez les gaulois.

#### Les Germains
L'auteur romain Tacite mentionne l'esclavage chez les Germains dans De Germania.